# Sorority Boys
Sorority Boys is een Amerikaanse komische film uit 2002 geregisseerd door Wallace Wolodarsky.

## Verhaal
Dave, Adam en Doofer zijn drie leden van studentenhuis K.O.K. Het is bijna tijd voor de jaarlijkse K.O.K. Cruise, maar het geld dat hiervoor bedoeld was is verdwenen. De drie worden als schuldigen aangewezen en uit het studentenhuis gezet. Ze zijn er echter van overtuigd dat Spence het geld gestolen heeft, aangezien hij en Dave de enigen waren die een sleutel hadden van de kluis. Er bestaat een videotape met het bewijs van hun onschuld, maar die bevindt zich in het studentenhuis K.O.K. Ze willen die tape gaan halen en omdat er die avond enkel vrouwen toegelaten worden, verkleden ze zich als meisjes. Ze slagen er echter niet in de videotape te bemachtigen en worden naar buiten gesmeten omdat ze te lelijk zijn. Dan besluiten ze zich aan te sluiten bij het studentenhuis D.O.G., waar alle "lelijke" meisjes zitten, om zo alsnog bij K.O.K. (dat zich aan de overkant van de straat bevindt) binnen te raken. Bij D.O.G. leren ze hoe het is om uitgescholden en beledigd te worden en Dave (Daisy) wordt verliefd op de leidster van D.O.G., Leah. Ze slagen erin om samen met de andere D.O.G.s op de K.O.K. Cruise te komen, waar ze ontmaskerd worden. Net voor ze gestraft worden slagen ze erin de videotape af te spelen, zodat iedereen kan zien dat Spence de echte dader is.

## Rolverdeling
- Dave/Daisy - Barry Watson
- Adam/Adina - Michael Rosenbaum
- Doofer/Roberta - Harland Williams
- Leah - Melissa Sagemiller
- Jimmy - Tony Denman
- Haggard Alum - Brian Posehn
- Katie - Heather Matarazzo